# Torbjörn Skog
Torbjörn Skog, född 1960 i Uppsala, är en svensk författare, boende i Norrköping.